# Дравце
Дравце (словац. Dravce) — село и одноимённая община в районе Левоча Прешовского края Словакии. В письменных источниках начинает упоминаться с 1263 года.

## География
Село расположено в юго-западной части края, в пределах долины реки Бичир (бассейн реки Горнад), при автодороге 3221. Абсолютная высота — 657 метров над уровнем моря. Площадь муниципалитета составляет 13,03 км².

## Население
| Год:                | 1994 | 2004    | 2014    | 2024    |
| ------------------- | ---- | ------- | ------- | ------- |
| Количество человек: | 734  | 777     | 809     | 844     |
| Разница:            |      | +5,85 % | +4,11 % | +4,32 % |

По данным последней официальной переписи 2021 года, численность населения Дравце составляла 809 человек.
Национальный состав населения (по данным переписи населения 2011 года):
| Национальность | Численность, человек |
| -------------- | -------------------- |
| словаки        | 753                  |
| чехи           | 2                    |
| русины         | 1                    |
| украинцы       | 1                    |
| не указана     | 15                   |

По данным переписи 2021 года, в конфессиональном составе населения преобладали католики (85,7 %), греко-католики (1,1 %) и евангельские христиане (1 %).